# Смилковци
Смилковци (на македонска литературна норма: Смиљковци) е село в Община Гази Баба на Северна Македония. Селото е разположено в Скопската котловина, северно от Скопие и на практика е негов квартал.
В 1989 година с доброволен труд на населението от Смилковци и околните селища започва да се строи храмът „Света Неделя“, осветен от архиепископ Михаил Охридски и Македонски в 1994 година.